# バトルえんぴつ
バトルえんぴつとは、鉛筆を転がして上向きになった面を乱数として使用するゲーム。またそれに使用する鉛筆。バトエンと略され、スクウェア・エニックスの商標である。主に小学生に人気を博している。

## 概要
原型にサイコロえんぴつがある。これは鉛筆の6つの側面にそれぞれ1から6の数字が刻まれており、サイコロと同じくゲームに使用したり、マークシートの解答を運頼みにする（鉛筆転がし）時に使うこともある。類似商品に占いえんぴつがあり、転がして出た面に書いてある文章で、その日の運勢を占う。試験場への持ち込みが禁止されている場合もある。
バトルえんぴつおよびその類似商品は各文具メーカーによってデザイン、ゲームシステムに統一性が無いが、大半は二人で交互に自分のえんぴつを転がして、出た面に書いてある文章に従って勝敗を決める、という単純な物が多い。鉛筆としても使用でき、削っていくうちに文章が読めなくなれば普通の鉛筆になる。形状は五角形のものもあるが、六角形のものがポピュラー。
トレーディングカードゲームと同様にトレーディング、コレクションの対象となることもある。
削って使うという鉛筆本来の使用法と異なる、授業の妨げになるなどの理由により、1995年以降、いくつかの小学校ではバトルえんぴつの持ち込みを禁止する校則が実施された。

## スクウェア・エニックスのバトエン
旧エニックスおよびスクウェア・エニックスがシリーズを多数発売している。自社のゲームソフトである『ドラゴンクエストシリーズ』のキャラクターを用いたものが代表的である。他社でも過去には『スーパードンキーコング』や『ポケットモンスター』、『ロックマンエグゼ』、『デュエル・マスターズ』等の鉛筆も販売していた。ポケモンのものは旧エニックスからも発売され、発売終了後、他社から類似商品が出た。また、『鬼滅の刃』なども販売されている。
以下、ドラゴンクエストのバトエンについて解説する。
株式会社エニックスが発売したドラゴンクエストバトル鉛筆は1993年の発売当初、売れ行きが良くなく、廃盤とする意向だった。しかし、大阪の玩具卸問屋スターコーポレーションの白木営業部長が販路を開拓。しばらくスターコーポレーションの独占商品となった。1995年新学期に爆発的ブームとなり、売れ行きが復活したことを確認したエニックスは、廃盤を撤回。以後1997年の第一期展開終了までに人気は落ち着いたが、以後定番商品と位置付け、現在に至るが2010年代以降商品展開は散発的である。
- 第1期: バトルえんぴつ (1993年 - )
- 第2期: ドラゴンクエストモンスターズバトエン (1998年 - )
- 第3期: バトエンG (2000年 - )
- 第4期: バトエンG HD (2007年 - )
- 第5期: バトエンGP (2010年 - )
- 第6期: バトエンGX (2013年 - )

2017年11月16日発売のオンラインゲーム『ドラゴンクエストX 5000年の旅路 遥かなる故郷へ オンライン』では、オンライン上でバトエンを再現したゲームが楽しめるイベントが実装された。

### ルール
六角柱の鉛筆にモンスターや人間（プレイヤーキャラクター）が描かれており、各面には行動が記されている。さらに底面には「●」や「★」といった属性が刻まれている。
プレイ人数は2人以上。3人以上の場合はバトルロイヤルもチーム戦も可能である。交互に鉛筆を振って、出た面の記述に従う。鉛筆にはそれぞれヒットポイント（体力）が設定されており、例えば「●に30のダメージ」とあった場合、敵である●属性のキャラクターのヒットポイントを30ずつ減らす。ヒットポイントが0になったキャラクターは戦闘から除外され、最終的に生き残った者の勝ちである。

### オプション
おたすけ消しゴム
鉛筆と同様6角柱の消しゴム。各面には行動が記されており、鉛筆の代わりに振ることができるが、1ゲームで1回しか使えない。
キングバトエン
ボスキャラクターが描かれた巨大な鉛筆。通常の鉛筆の2倍のヒットポイントを持つ。また、●や★などの属性が底面ではなく面ごとに存在し、振る度に変化する。▲という他とは全く違う属性のものもある。キング1本に対して通常の鉛筆3本のチームで挑む。
アイテムキャップ
武器などのアイテムをモチーフにしたキャップ。鉛筆によっては「そうび」面があり、これを出した場合は任意のアイテムキャップをはめることができる。キャップも鉛筆同様の6角柱であり、次回から鉛筆の面とキャップの面の両方の記述に従う。ただし装備の重複は不可。
配合パイプ
2本の鉛筆を連結するパイプ。ドラゴンクエストモンスターズの配合システムがモチーフである。これに対応した鉛筆にはゲーム同様に系統が割り振られており、パイプの指示する組み合わせに従って2本の鉛筆を繋ぐ。次回から鉛筆を繋がったまま振り、両方の鉛筆の面の記述に従う。これもアイテム同様、重複は不可。